# Geschichte der Grünen – Die Grüne Alternative

Logo

Die Grüne Parlamentspartei (1986–2017) Österreichs (Die Grünen – Die Grüne Alternative) geht auf verschiedene gesellschaftliche Veränderungen in den 1970er Jahren zurück. Bürgerinitiativen, die sich gegen lokale Großprojekte formierten, sowie die Massenbewegungen gegen das Kernkraftwerk Zwentendorf und die Besetzung der Hainburger Au legten den Grundstein für die Gründung einer grünen Partei in Österreich. Nachdem die ersten, miteinander konkurrierenden grünen Parteien, die Alternative Liste Österreichs (ALÖ) und die Vereinigten Grünen Österreichs (VGÖ), 1983 am Einzug ins Parlament gescheitert waren, gelang Freda Meissner-Blau 1986 mit einer Wahlliste von VGÖ- und ALÖ-Vertretern der Einzug in den österreichischen Nationalrat. 1987 gründeten die Unterstützer der neuen Parlamentsfraktion die Grüne Alternative (GA), die seit 1993 die offizielle Bezeichnung Die Grünen – Die Grüne Alternative (GRÜNE) führt. 2006 wurden die Grünen mit 11,05 % erstmals drittstärkste Partei im Nationalrat. Die Grünen sind seit 2020 Teil der österreichischen Bundesregierung. Auf Länderebene gab es von 2010 bis 2020 eine Koalition mit der SPÖ in Wien und seit 2014 gibt es eine Koalition mit der ÖVP in Vorarlberg. Außerdem existierte von 2003 bis 2015 eine Koalition mit der ÖVP in Oberösterreich.
Nach massiven Stimmenverlusten bei der Nationalratswahl in Österreich 2017 schieden die Grünen aus dem Nationalrat aus. Die Grünen waren damit nach der Landtagswahl in Salzburg 2018 auf Bundesebene nur mehr mit zwei Bundesräten im österreichischen Parlament vertreten.
Mit der vorgezogenen Nationalratswahl im September 2019 erreichten Die Grünen – Die Grüne Alternative mit 13,9 % wieder 26 Mandate im Nationalrat und bildeten gemeinsam mit der Liste Sebastian Kurz – die neue Volkspartei eine türkis-grüne Koalition und stellen den Vizekanzler sowie drei Bundesminister-Positionen.

## Gesellschaftliche Grundlagen

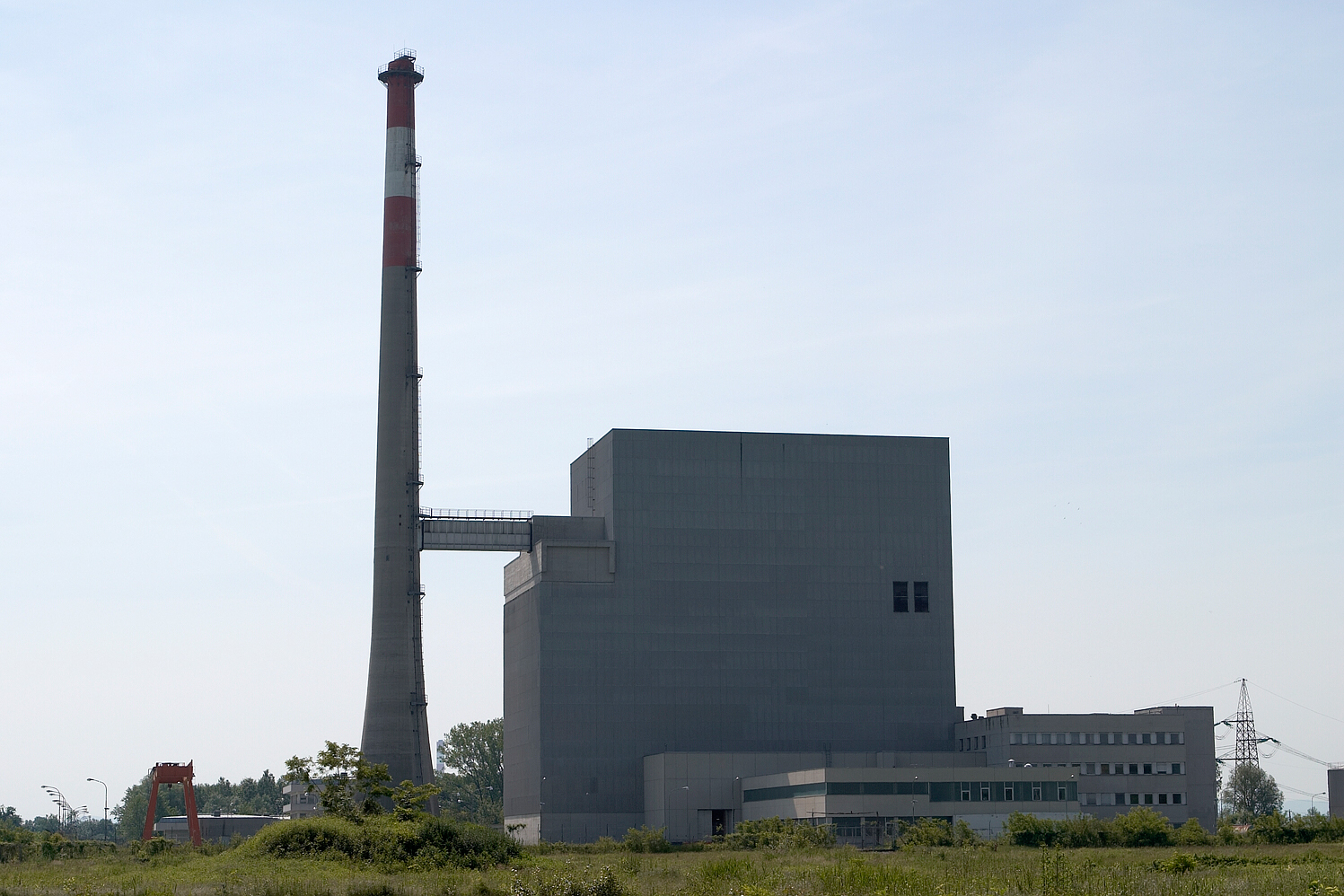
Objekt erster bundesweiter Umwelt-Protestbewegungen, Kernkraftwerk Zwentendorf

Die Basis für die Entstehung der Grünen Partei in Österreich wurde durch die gesellschaftlichen Veränderungen in den 1970er Jahren geschaffen. Bereits in den 1960er Jahren hatten Einzelpersonen und Gruppen sich verstärkt mit dem Thema Ökologie und Umweltschutz beschäftigt. Anfang der 1970er Jahre wurde das Thema Umweltverschmutzung auch politisch relevant, und 1972 erweiterte Bruno Kreisky das Ministerium für Gesundheit um das Aufgabengebiet Umweltschutz. Zu Beginn der 1970er Jahre definierten sich viele der späteren Grünen über den Widerstand gegen Großprojekte, Kernkraftwerke, Straßenbauten und Aufrüstung. Projekte wie die Bodenseeautobahn, eine Autobahn quer über den Neusiedlersee oder Kraftwerke wie im Kalser Dorfertal wurden aktiv bekämpft. Als erster grüner Erfolg in Wien gilt die am 26. Mai 1973 durchgeführte Volksbefragung zum Sternwartepark, dessen Verbauung mit 57,4 % abgelehnt wurde und zum Rücktritt von Bürgermeister Felix Slavik führte. Entscheidend war hier allerdings die massive Medienkampagne der Kronenzeitung. Zahllose Bürgerinitiativen formierten sich in den 1970er Jahren gegen Hunderte weitere, große und kleine Bauprojekte. Viele der Mitarbeiter dieser Initiativen wurden später Aktivisten der grünen Partei oder zu deren Wähler. Neben den zahlreichen Widerständen gegen Bauprojekte entwickelte sich die Arena-Bewegung 1976 zu einem wichtigen Impulsgeber für die grüne Bewegung. Während der Besetzung des zum Abriss vorgesehenen Inlandsschlachthof Sankt Marx entwickelten sich zahlreiche soziale, kulturelle und ökologische Initiativen. Waren Bürgerinitiativen und die Arena-Bewegung eher lokal begrenzt, so entwickelte sich der Widerstand gegen die Kernenergie zu einer österreichweiten Bewegung. Bereits 1971 formierte sich in Vorarlberg Widerstand gegen ein grenznahes, Schweizer Kernkraftwerk, etwas später wurden Aktivisten auch gegen das geplante AKW St. Pantaleon (NÖ) aktiv. Zu einer bundesweiten Initiative wurde jedoch der Kampf gegen das Kernkraftwerk Zwentendorf, gegen das sich bereits 1970 erste Widerstände entwickelten und gegen das auch Konrad Lorenz mobilisierte. 1976 konstituierte sich die Initiative Österreichischer AKW-Gegner (IÖAG), die vom maoistischen Kommunistischen Bund Österreichs, der trotzkistischen Gruppe Revolutionäre Marxisten, sowie universitärer Basisgruppen dominiert wurde. Weitere Anti-AKW-Gruppen formierten sich, und am 12. Juni 1977 demonstrierten 7000 Menschen aus ganz Österreich, darunter viele spätere Grün-Politiker, in Zwentendorf gegen das bereits fertiggestellte Kraftwerksgebäude. Schließlich beschloss der Nationalrat eine Volksabstimmung über die Inbetriebnahme des AKW Zwentendorf, die am 5. November 1978 mit 50,47 % eine knappe Mehrheit gegen die Inbetriebnahme brachte. Der große Erfolg führte jedoch nicht zur Gründung einer Grünen Partei. Das eine Woche später als Siegesfeier veranstaltete Erste Gesamtösterreichische Alternativentreffen in Graz zeigte die starken Unterschiede in den politischen Vorstellungen der Anti-Atom-Aktivisten, Naturschützer und linken Basisgruppen.

## Erste politische Parteien
Bereits ab 1974 engagierte sich der Schauspieler Herbert Fux mit Bürgern gegen verschiedene Bauprojekte in der Stadt Salzburg und forderte insbesondere den Schutz der historischen Stadtlandschaft. Die von angesehenen Bürgern unterstützte Gruppe kandidierte im Oktober 1977 als Bürgerliste für den Salzburger Gemeinderat und erreichte mit 5,6 % der Stimmen zwei Mandate. Zudem war die Bürgerliste als erste österreichische Bürgerinitiative in einem Gemeinderat vertreten. Eine weitere wichtige Figur der frühen Grünbewegung wurde der ehemalige Sozialdemokrat Josef Buchner, der sich mit seiner Steyregger Bürgerinitiative für Umweltschutz gegen die Luftverschmutzung der VÖEST engagierte und bei den Gemeinderatswahlen 1979 auf Anhieb 18 % der Stimmen sowie den Vizebürgermeister errang. Angetrieben von weiteren Impulsen aus der Anfang der 1980er Jahre aktiven Friedensbewegung und der Gründung der Europäischen Grünen 1979 konstituierten sich Anfang der 1980er Jahre zahlreiche Gruppen, die politische Parteien zu etablieren versuchten. Schließlich kämpften die bürgerlich-konservative Vereinte Grüne Österreichs (VGÖ) mit Buchner und Fux und die linke Alternative Liste Österreichs (ALÖ) um die grüne Vormachtstellung in Österreich. Zwar gab es im Herbst und Winter 1982/83 noch Gespräche über eine gemeinsame Kandidatur der beiden Parteien bei den kommenden Nationalratswahlen, doch dieses Vorhaben wurde vom Vorsitzenden der VGÖ, Alexander Tollmann, abgelehnt. In der Folge erlangten die VGÖ die besten Umfragewerte der beiden grünen Listen, wurden jedoch durch eine großteils erfundene Basta-Reportage über das angeblich ausschweifende Sexualleben des zweiten Parteivorsitzenden Herbert Fux stark geschwächt. War den VGÖ zunächst praktisch der sichere Einzug in den Nationalrat prognostiziert worden, so erreichten die VGÖ als Liste Tollmann am 24. April 1983 nur 1,93 %. Auch die ALÖ scheiterte mit 1,36 % klar an der 4 %-Hürde. In der Folge verlor die ALÖ immer mehr an Bedeutung, die VGÖ wurde nach dem Rücktritt Tollmanns von Josef Buchner geführt. Bündnisse der beiden Parteien in verschiedenen Bundesländern führten jedoch nicht zum Erfolg. Nur in Vorarlberg gelang der vereinigten Grünbewegung im Oktober 1984 unter Kaspanaze Simma mit 13 % der Wählerstimmen ein überraschender Erfolg.

## Die Auseinandersetzung um Hainburg

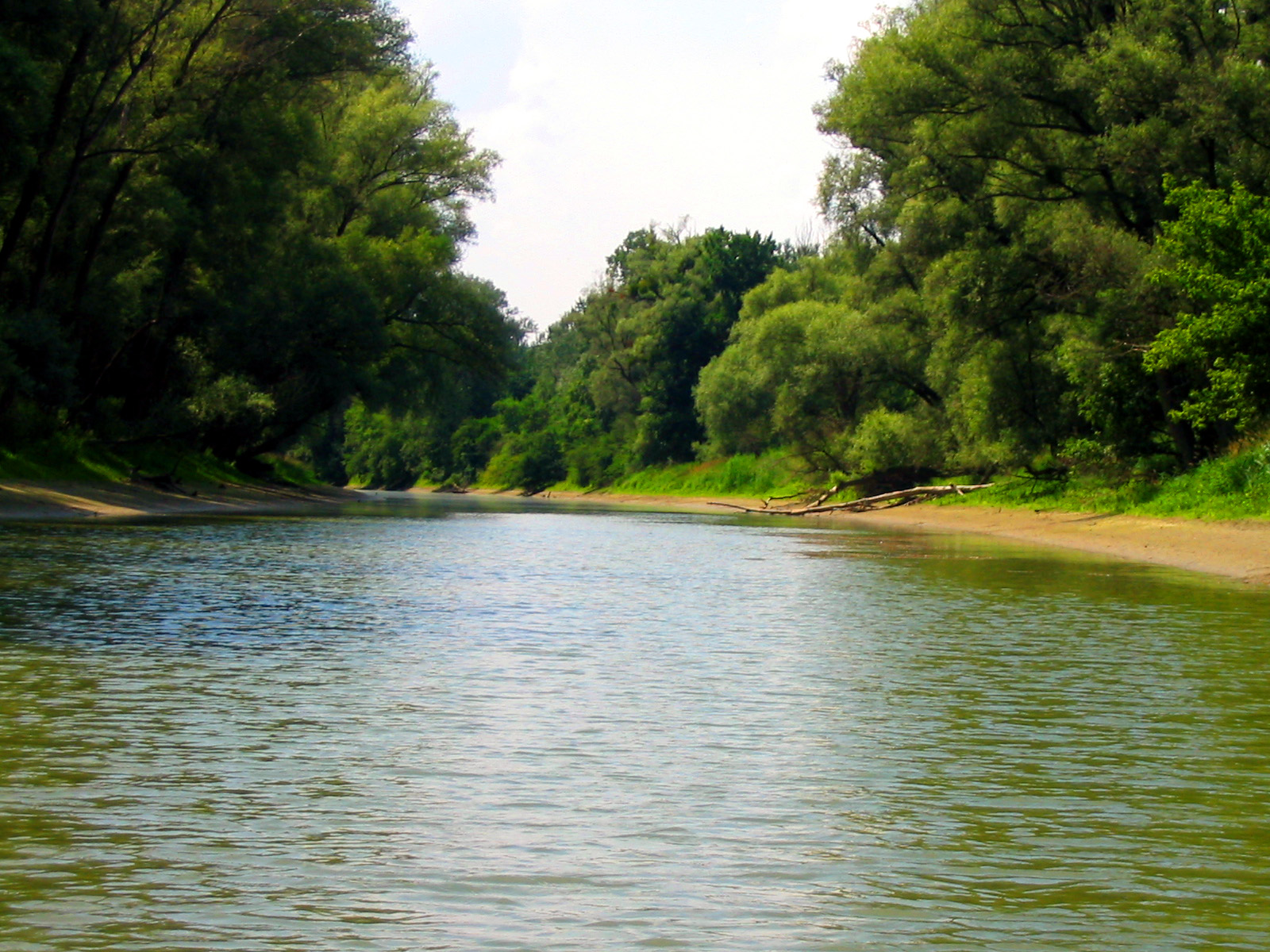
Die Hainburger Au wurde im Winter 1984/85 besetzt

Ein weiterer, wichtiger Schritt zur Etablierung der Grün-Bewegung war der Konflikt um die Errichtung eines Kraftwerkes in Hainburg. Hier plante die Donaukraftwerke AG die Errichtung einer 500 Meter langen Staumauer, die sieben Quadratkilometer Aulandschaft am nördlichen Donauufer überfluten sollte. Bereits zum Jahreswechsel 1982/1983 hatte der WWF eine Kampagne Rettet die Auen gestartet, die von zahlreichen Umweltaktivisten unterstützt wurde. Die Pressekonferenz der Tiere, wo prominente Persönlichkeiten wie Günther Nenning als Tiere verkleidet für die Erhaltung der Auen warben, bildete am 7. Mai 1984 den medialen Auftakt zur Intensivkampagne der Au-Schützer und startete das Konrad-Lorenz-Volksbegehren zur Errichtung eines Nationalparks. Der am 5. Dezember ausgestellte Rodungsbescheid für den Kraftwerksbereich führte am 8. Dezember schließlich zu einer Sternwanderung von 5.000 Menschen nach Stopfenreuth. Etliche Aktivisten begannen im Anschluss mit der Besetzung des Gebietes. Die Zahl der Besetzer wuchs rasch auf mehrere Tausend Menschen an, und nach gewaltsamen Auseinandersetzungen mit der Polizei kam es in Wien am 19. Dezember zu einer spontanen Großkundgebung mit geschätzten 40.000 Teilnehmern. Schließlich wurde das Projekt langsam zu Grabe getragen. Den Erfolg von Hainburg konnte sich jedoch weder die ALÖ noch die VGÖ auf ihre Fahnen heften. Keine der beiden Parteien hatte in Hainburg eine aktive Rolle gespielt, und auch im Anschluss gelang es den beiden Parteien nicht, die Meinungsführerschaft an sich zu reißen. Die Öffnung der ALÖ und der Versuch, eine grüne Sammelbewegung zu errichten, führte jedoch in Wien zu einem Zerfall der ALÖ in zwei konkurrierende Flügel.

## Der Weg ins Parlament
Da eine geeinte grüne Partei nicht in Sicht war, konstruierten Günther Nenning, Gerhard Heilingbrunner und der Anwalt Michael Mayrhofer die Grundzüge einer grünen Parlaments-Liste. Statt einer grünen Partei sollte es vorerst nur einen Grünen Klub geben. Der gemäßigte Teil der ALÖ sammelte sich schließlich in der Bürgerinitiative Parlament (BIP), deren erstes Treffen am 26. Oktober 1985 in Salzburg stattfand. Dem Leitungsgremium (Initiativausschuss) gehörten unter anderem Kaspanaze Simma, Andreas Wabl und Johannes Voggenhuber an. Im Plenum war auch Freda Meissner-Blau vertreten, die während der Auseinandersetzung um Hainburg als eine der entschiedensten Umweltschützerinnen wahrgenommen worden war. Am 6. Jänner 1986 wurde Meissner-Blau bei einem Treffen der BIP in Graz für ein Antreten bei den Bundespräsidentenwahlen die Unterstützung zugesagt. Als Widerpart zur BIP gründete der linke (Wiener) Flügel der ALÖ am 12. Februar 1986 jedoch die Grün-Alternative Sammlung (GRAS). Gleichzeitig drängten jedoch immer mehr grüne Gruppen in die BIP. Günther Nenning versuchte, anstatt einer elitären Wahlplattform alle grünen Gruppierungen vom linken bis zum rechten Rand inklusive der VGÖ unter einen Hut zu bekommen. Daraus resultierte ein Programm, in dem umstrittene Themen fehlten („Programm mit Löchern“). Mit dem Rückenwind des von Peter Pilz betriebenen Volksbegehren gegen die Stationierung von Draken-Abfangjägern in der Steiermark und dem Supergau im AKW Tschernobyl gelang Freda Meissner-Blau bei den Präsidentschaftswahlen am 4. Mai 1986 mit 5,5 % ein Achtungserfolg. Freda Meissner-Blau war nun als Frontfrau medial bekannt, dennoch gelang es ihr und Günther Nenning nicht, die grünen Strömungen, allen voran BIP und VGÖ zu einigen. Nach dem Scheitern der SPÖ-FPÖ Regierung 1986 und den daraus resultierenden Neuwahlen sah sich Freda Meissner-Blau gezwungen, gemeinsam mit Pius Strobl am 20. September die Liste Die Grüne Alternative – Liste Freda Meissner-Blau einzutragen. Einen Tag später gelang der Grün-Alternativen Liste Steiermark (VGÖ-AL) mit 3,73 % und 2 Mandaten als erster Grüner Liste der Einzug in einen Landtag.
Infolge der Listengründung durch Meissner-Blau hielt die Basis in der Folge Abstimmungen über deren Vorgehen ab. Während Meissner-Blau in Niederösterreich siegte, verlor sie am 4. Oktober die Abstimmung in Wien gegen die von der GRAS nominierten Historikerin Andrea Komlosy. Trotz aller Widrigkeiten erreichte Die Grüne Alternative – Liste Freda Meissner-Blau bei den Nationalratswahlen am 23. November 1986 234.028 Stimmen und erreichte mit 4,82 % 8 Mandate. Die linke Wiener Gruppe unter Andrea Komlosy blieb als Die Grünalternativen – Demokratische Liste (GAL) mit 6.005 Stimmen unter der Wahrnehmungsgrenze.

## Erste Schritte als Parlamentspartei (1987–1990)
Rasch nach den Wahlen wurde am 13./14. Februar 1987 der Gründungskongress der Grünen Alternativen Partei in Klagenfurt durchgeführt. Die Partei erhielt eine föderalistische Struktur, anstatt eines Parteisprechers wurden zwei Bundesgeschäftsführer nominiert. In der Öffentlichkeit waren die Grünen mehrmals durch Aktionismus präsent. Peter Pilz rief zur militärischen Befehlsverweigerung auf, Andreas Wabl enthüllte als Protest gegen Bundespräsident Kurt Waldheim im Parlament eine Hakenkreuzflagge. Nachdem die VGÖ bei den Wiener Landtagswahlen 1987 gegen die Grünen Alternativen kandidiert hatten (und so einen Einzug in den Landtag verhinderten), wurde jedoch Josef Buchner aus dem Parlamentsklub ausgeschlossen. Hinzu kamen strukturelle Probleme und eine Finanzkrise. Als Zeichen der Reform wurden Johannes Voggenhuber und Pius Strobl als Bundesgeschäftsführer gewählt. Dennoch blieb das Misstrauen zwischen dem Parlamentsklub und der Parteibasis bestehen. Meissner-Blau legte schließlich im Herbst 1988 ihr Mandat zurück, Herbert Fux und der Anwalt Geyer folgten.

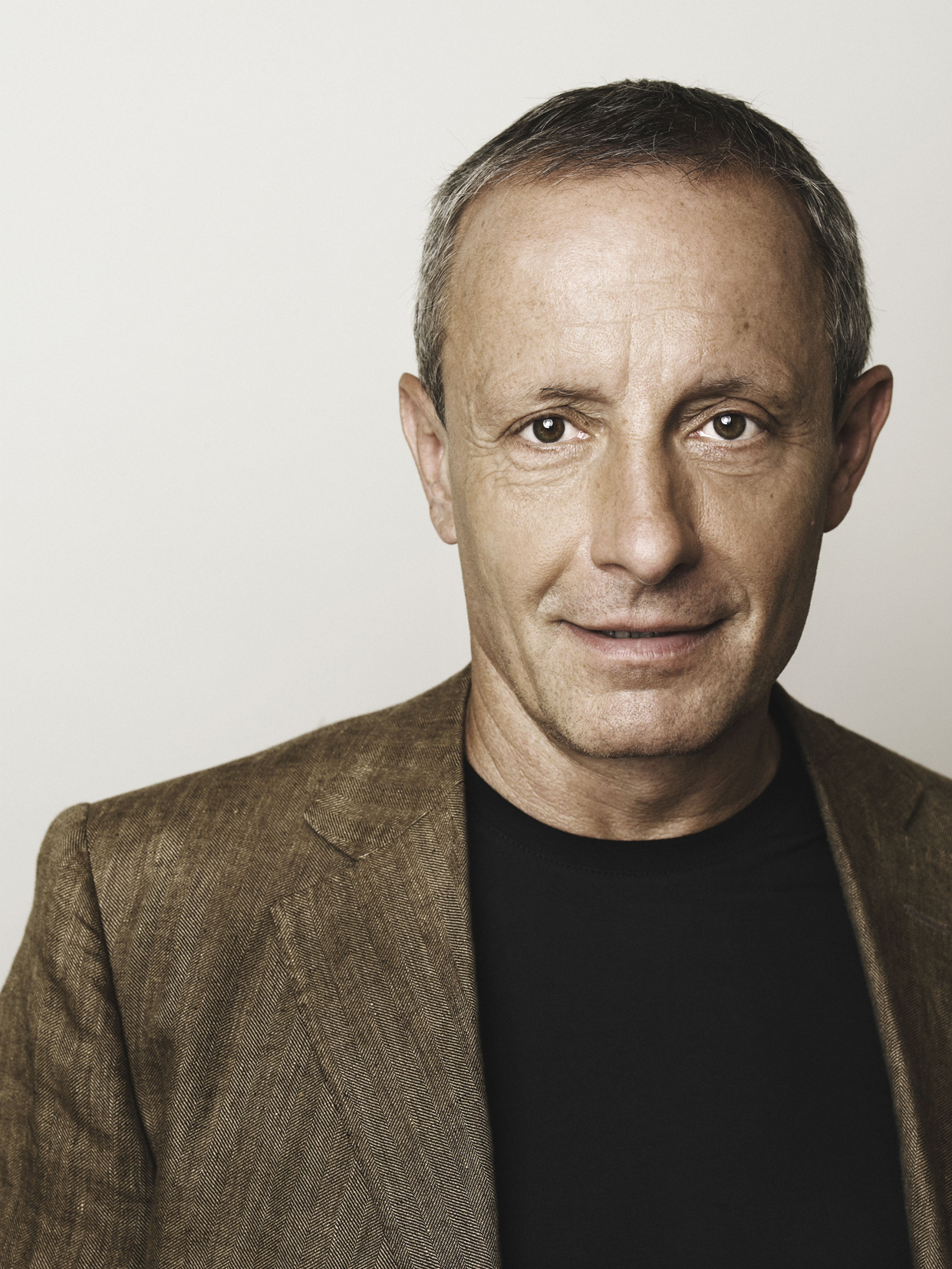
Peter Pilz

Trotz aller interner Querelen konnte sich die Grüne Partei 1989 als Kontrollpartei etablieren, wobei die Salzburger Grünen ebenso wie die Tiroler Grünen in den jeweiligen Landtag einziehen konnten. Insbesondere Peter Pilz positionierte sich in den Untersuchungsausschüssen zu den Themen Lucona und Noricum als Aufdecker. Das 1990 entworfene Parteiprogramm war in vieler Augen ein Abrücken von den radikalen Vorstellungen der Alternativen Liste. Dennoch wurden die Grünen im Vorfeld der Nationalratswahlen 1990 nach einem Fernsehinterview von Sonja Puntscher-Riekmann stark geschwächt, als diese in Anlehnung an Ferdinand Lacina einen Benzinpreis von 22 Schilling für möglich hielt. Dass sie selbst in einem Nachsatz diesen Preis für volkswirtschaftlich zu hoch hielt, ging in der Folge unter. Der wenig strukturierte Wahlkampf führte bei den Nationalratswahlen am 7. Oktober 1990 zu einem Verlust an absoluten Stimmen, der Prozentstand konnte jedoch gehalten werden. Trotz leicht erhöhtem Mandatsstand blieben nur drei der bisherigen Mandatare im Parlament.

## Die Grünen zwischen Aufstieg und Rückschlag (1991–1995)
Das Jahr 1991 war grünintern von Konflikten über das öffentliche Auftreten und den inneren Strukturen der Grünen geprägt. Während Peter Pilz den grünen Stil als zu aggressiv empfand, setzte sich Klubobmann Johannes Voggenhuber weiter für eine Polarisierung ein. Pilz forcierte auch eine Totalreform der Partei, da er die basisdemokratischen Ansätze für gescheitert erachtete. Auch Pressesprecher Stefan Schennach hielt das Auftreten der Grünen für unzeitgemäß. Als Folge der eigenen Schwäche flogen die Grünen 1991 auch aus dem steirischen Landtag. Bei den Wiener Gemeinderatswahlen engagierte sich hingegen Peter Pilz mit einem Persönlichkeitswahlkampf. Pilz erreichte mit den Grünen 9,08 % und den Einzug ins Wiener Rathaus und wechselte in der Folge vom Nationalrat auf den Posten des Wiener Klubobmanns. Johannes Voggenhuber wurde hingegen zum Jahreswechsel 1991/92 in einem „Putsch der Frauen“ von Madeleine Petrovic abgelöst. Nachdem der grüne Parlamentsklub den Zukunftsforscher Robert Jungk bei der Bundespräsidentenwahl im Frühjahr 1992 zwar formal, aber wenig aktiv unterstützt hatte (Ergebnis: 5,7 %), wurde im Herbst die von Peter Pilz angeregte Parteireform umgesetzt. Klub und Partei wurden so enger aneinander gebunden und da auch das Unvereinbarkeitsprinzip fiel, konnte Pilz neben seiner Rolle als Wiener Klubobmann auch den Posten des ersten Bundessprechers der Grünen übernehmen. Thematisch war der Jahreswechsel 1992/93 von der Flüchtlings- und Ausländerfrage dominiert. Gegen das von der FPÖ initiierte Volksbegehren „Österreich zuerst“ demonstrierten am 23. Jänner rund 200.000–300.000 Menschen am Heldenplatz im sogenannten Lichtermeer. Während das Volksbegehren in der Folge mit 417.000 Unterschriften unter den von der FPÖ gesteckten Erwartungen blieb, spalteten sich als Folge der Anti-Ausländer Politik am 24. Februar fünf FPÖ-Abgeordnete als Liberales Forum von der FPÖ ab. Das Liberale Forum unter Heide Schmidt wurde durch seine Ausrichtung bald zum direkten Konkurrenten der Grünen.
Schon zum Beginn der EG-Beitrittsverhandlungen entschieden sich die Grünen, obwohl intern gespalten, gegen einen Beitritt zur EG zu kampagnisieren. Gleichzeitig brach Petrovic mit dem Tabu, eine Regierungsbeteiligung nicht auszuschließen. Für die Nationalratswahlen strebten die Grünen erneut eine gemeinsame Kandidatur mit den VGÖ an. Das schon vereinbarte Bündnis scheiterte jedoch im Oktober bereits nach 12 Tagen. Für die Nationalratswahlen wurde Madeleine Petrovic schließlich erstmals als alleinige Spitzenkandidatin nominiert. Petrovic wurde nun zur dominanten Frontfrau der Grünen. Nur Johannes Voggenhuber konnte sich durch die im ersten Halbjahr 1994 durchgeführte Nein-zur-EU-Kampagne neben ihr profilieren, und wofür er z. B. von Monika Langthaler intern kritisiert wurde. Nachdem die Österreicher mit Zweidrittelmehrheit dem Beitritt zur Europäischen Union zugestimmt hatten, akzeptierten Voggenhuber und die Grünen jedoch das Ergebnis und stimmten schließlich für die Ratifizierung des EU-Beitrittsvertrages. Das zweite Halbjahr 1994 stand im Zeichen des Nationalratswahlkampfes. Die Grünen positionierte sich hier als „konstruktive“ Opposition und gegen die FPÖ, die einen harten „Ausländerwahlkampf“ führte. In einem stark auf Madeleine Petrovic zugeschnittenen Wahlkampf, in dem die Grünen im Zuge der Briefbombenwelle vor dem „rechten Terror“ warnten, konnten die Grünen 7,3 % der Stimmen erreichen und drei Mandate hinzugewinnen. Als Folge wurde Petrovic am 20. November auch zur Bundessprecherin gewählt. Peter Pilz konzentrierte sich hingegen auf die Wiener Gemeinderatswahlen 1996.
Nach dem Scheitern der Budgetverhandlungen zwischen ÖVP und SPÖ wurden für die Grünen überraschend Neuwahlen ausgerufen. Der Wahlkampf wurde von budgetären Themen, der öffentlichen Verschuldung und der wirtschaftlichen Sicherheit dominiert, wodurch die Grünen wenig Platz für ihre Themen fanden. Neben Abgrenzungsproblemen zum Liberalen Forum gab es von den Grünen zu wenig Signale in Richtung Umweltschutz. Zudem ließ die Warnung vor „Schwarz-Blau“ viele Wähler zur SPÖ überlaufen. Auch Madeleine Petrovic wirkte zeitweise erschöpft und konnte in ihren Fernsehauftritten nicht mehr wie zuvor überzeugen, hinzu kamen interne, thematische Meinungsverschiedenheiten. Die Nationalratswahlen am 17. Dezember führten schließlich zu massiven Verlusten der Grünen, die mit 4,8 % sogar hinter das Liberale Forum rutschten und drei Mandate verloren.

## Neuorganisation unter Alexander Van der Bellen (1996–1999)

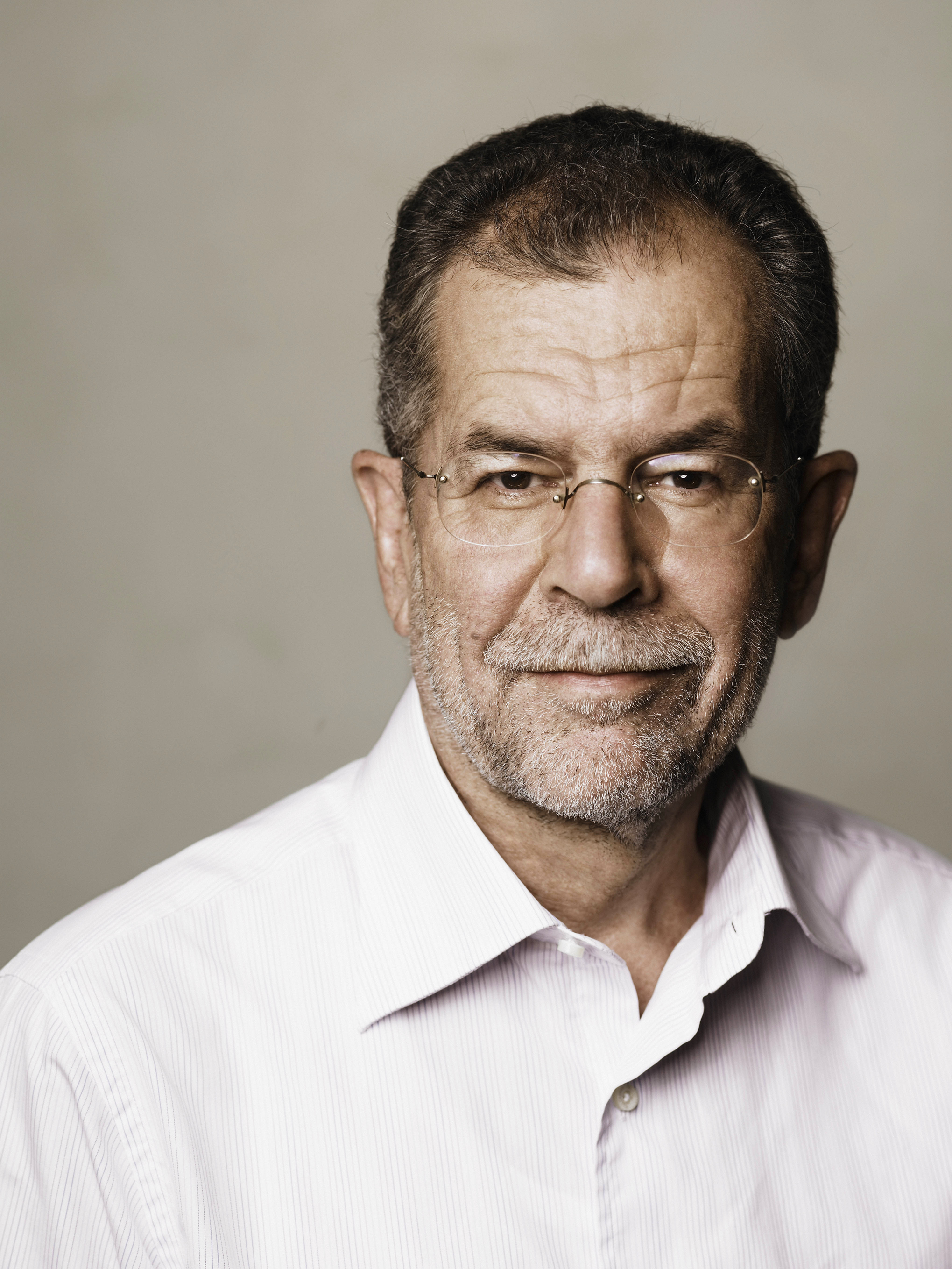
Alexander Van der Bellen, 1997–2008 Bundessprecher

Die Niederlage bei den Nationalratswahlen 1995 führten zu einer starken Schwächung und Spaltung der Grünen Partei. Madeleine Petrovic kündigte Anfang 1996 ihren Rücktritt als Bundessprecherin an, blieb jedoch Klubobfrau im Parlament. Alexander Van der Bellen wurde stellvertretender Klubobmann und führte die Klubgeschäfte auf Grund von Petrovics angeschlagenem Gesundheitszustand über längere Zeiträume alleine. Bereits im Jänner 1996 initiierten die Grünen eine Arbeitsgruppe zur Strukturreform und Standortbestimmung. Christoph Chorherr folgte Petrovic schließlich am 30. März als Bundessprecher nach. Neue Bundesgeschäftsführerin wurde Ulrike Lunacek. Der Realo Chorherr war jedoch in der Partei umstritten und war vielen Parteimitgliedern zu liberal und wirtschaftsnah. Zudem war die Partei durch die Wahlniederlage 1995 finanziell belastet. Dennoch gelang es den Grünen in jener Zeit ihre Anliegen nach außen zu tragen. Am 11. April 1996 verfügte der Verfassungsgerichtshof den von den Grünen geforderten Baustopp des Kraftwerks Lambach. Monika Langthaler gelang es das Thema Gentechnik in der Öffentlichkeit zu positionieren und Chorherr forderte die Abschaffung der Wehrpflicht. Der Herbst 1996 war von den Europa- und Wiener Gemeinderatswahlen dominiert. Während Johannes Voggenhuber mit 6,81 % einen Erfolg feiern konnte, blieb die Wiener Spitzenkandidatin Friedrun Huemer mit 7,94 % hinter den Erwartungen zurück. Peter Pilz trat im Februar 1997 nicht ganz freiwillig als Wiener Klubobmann zurück.
Das von den Grünen initiierte Gentechnik-Volksbegehren entwickelte sich im Frühling 1997 zu einem großen Erfolg. Mit 1.225.790 Unterschriften wurde das Volksbegehren zum zweiterfolgreichsten der österreichischen Geschichte. Das gleichzeitig von SPÖ und Grünen getragenen Frauen-Volksbegehren erreichte knapp mehr als die Hälfte der Unterschriften. Innerparteilich setzte sich jedoch die Spaltung vorerst fort. Christoph Chorherr erklärte am 27. Oktober 1997 bereits nach eineinhalb Jahren seinen Rücktritt, da er „die Streitereien satt“ habe. Die Konflikte bescherten den Grünen Umfragewerte um 4 %, die Kronenzeitung titelte Grüne vor dem Aus. Der Rücktritt führte am 13. Dezember 1997 zu einem völligen Umbau des Bundesvorstands. Als neuer Bundessprecher wurde der stellvertretende Klubobmann Alexander Van der Bellen, auch mit Unterstützung Chorherrs, gewählt. Van der Bellens Vorteil war, dass er erst kurz bei den Grünen war und weniger in die innerparteilichen Konflikte verstrickt war. Das Jahr 1998 stand folglich im Zeichen des Wiederaufbaus und Van der Bellen war bemüht, die unterschiedlichen Fraktionen zu einen. Michaela Sburny, im April 1998 zur neuen Bundesgeschäftsführerin bestimmt, spielte bei der Neuaufstellung der Grünen eine wichtige Rolle. Bei den Bundespräsidentschaftswahlen am 19. April unterstützten die Grünen Gertraud Knoll, die mit 13,59 % gegen den amtierenden Bundespräsidenten Thomas Klestil einen Achtungserfolg erreichte. Die Anfang des Jahres 1999 abgehaltenen Landtagswahlen fielen für die Grünen jedoch enttäuschend aus. In Kärnten, wo Jörg Haider einen Erdrutschsieg gelandet hatte, war man mit dem Wahlbündnis Demokratie 99 gescheitert, in Salzburg und Tirol hatten die Grünen jeweils ein Landtagsmandat verloren. Geprägt war das Jahr 1999 jedoch von den EU- und Nationalratswahlen. Bereits bei den EU-Parlamentswahlen am 13. Juni 1999 konnten die Grünen eine Trendwende erreichen und mit 9,29 % ein EU-Mandat hinzugewinnen. Im Nationalratswahlkampf war es Van der Bellen gelungen, interne Konflikte nicht mehr nach außen zu tragen. Die Grünen boten so erstmals seit langem ein geschlossenes Bild. Auch Van der Bellen konnte durch sein Image als „Professor“ und sein sachliches Auftreten punkten. Mit 7,4 % konnten die Grünen am 3. Oktober 1999 sogar das Wahlergebnis von 1994 übertreffen. Nach der Wahl wurde Bundessprecher Van der Bellen auch zum Klubobmann im Parlament gewählt und löste in dieser Funktion Madeleine Petrovic ab.

## Von der Opposition zur potentiellen Regierungspartei (2000–2008)
Die Grünen nahmen im Zuge der Regierungsbildung erstmals an Sondierungsgesprächen teil, hatten aber auf Grund des Wahlergebnisses keine Möglichkeit an der Regierung teilzunehmen. Die Bildung der ÖVP-FPÖ-Koalition führte im grünen Lager zu starken Widerständen und der Unterstützung der großen Anti-Regierungs-Demonstration am Heldenplatz. In der Frage nach der öffentlichen Reaktion auf die EU-Sanktionen war die Partei jedoch gespalten. In Umfragen erreichten die Grünen mit 16 % Spitzenwerte, Van der Bellen lag im Kanzlerplebiszit sogar vor Wolfgang Schüssel. Nach dem Ende der EU-Sanktionen bereiteten die Grünen einen Wandel von der Oppositionspartei hin zu einer möglichen Regierungspartei vor. Als einzig möglicher Koalitionspartner wurde vorerst die SPÖ gesehen. Programmatisch positionierten sich die Grünen durch ihre Forderung einer ökologischen Steuerreform, die Grundsicherung und die Ablehnung eines NATO-Beitritts. Bei den Landtagswahlen im Burgenland im Dezember 2000 konnten die Grünen erstmals mit 5,49 % in den Landtag einziehen. Bundespolitisch wurde die Regierung 2001 von den Grünen insbesondere im Zuge des Ankaufs von neuen Abfangjägern kritisiert. Die Landtagswahlen am 25. März 2001 in Wien brachten mit 12,45 % Zugewinne für die Grünen. Im 7. Wiener Gemeindebezirk Neubau wurden die Grünen stimmenstärkste Bezirkspartei und stellten mit Thomas Blimlinger erstmals einen Bezirksvorsteher.
Inhaltlich beschäftigte die Grünen im Jahr 2002 vor allem das Thema Abfangjäger. Als Van der Bellen im August Abfangjäger zum Schutz der Neutralität für vorstellbar erklärte, erntete er massiven Widerspruch seiner Parteikollegen. Daneben unterstützten die Grünen das Sozialstaat-Volksbegehren. Das zweite Halbjahr 2002 war von der Hochwasserkatastrophe und dem Auseinanderbrechen der FPÖ dominiert (Knittelfelder-Putsch). Meinungsumfragen prognostizierten den Grünen starke Zugewinne (auf ~12 %). Die Warnung vor „Rot-Grün“ und die Unterstellung, die Grünen würden „Haschtrafiken“ einführen, führten jedoch dazu, dass die Grünen bei den Nationalratswahlen am 24. November 2002 mit 9,47 % weit hinter den Prognosen und Erwartungen lagen. Dennoch ermöglichte das Wahlergebnis erstmals Koalitionsverhandlungen, jedoch nur mit der ÖVP. Insbesondere die Wiener Landespartei übte heftigen Widerstand gegen die Aufnahme von Koalitionsverhandlungen, denen jedoch im Bundesvorstand mit knapper Mehrheit zugestimmt wurden. Alexander Van der Bellen verkündete am 16. Februar jedoch das Scheitern der Verhandlungen, als Knackpunkte nannte er die Pensionsreform, Grundsicherung, Abfangjäger, Bildung, Studiengebühren und die Verkehrspolitik. Die Verhandlungen führten aber zur weiteren Forcierung der Entwicklung zur praktischen Regierungsfähigkeit und brachten die Grünen als potentielle Regierungspartei ins Spiel. Dies führte auch zu Wahlerfolgen in den Bundesländern. In Tirol erreichten sie am 28. September 2003 15,59 %. Bei den gleichzeitig abgehaltenen Landtagswahlen in Oberösterreich steigerten sich die Grünen auf 9,1 % und bildeten erstmals in Österreich eine Regierungskoalition auf Landesebene. Auch 2004 konnten die Wahlen gewonnen werden. Bei den EU-Parlamentswahlen im Juni 2004 erzielten die Grünen mit 12,89 % das beste, bundesweite Ergebnis und auch die Landtagswahlen in Vorarlberg brachten einen Zugewinn von mehr als 4 %. Die tiefe Spaltung innerhalb der Wiener Grünen führte 2004 zur Ablöse von Christoph Chorherr. Er wurde am 22. Juni 2004 von Maria Vassilakou abgelöst. Umfragen zufolge lagen die Grünen 2005 zeitweise mit 18 bis 20 % der Stimmen vor der ÖVP, weshalb die Grünen und die Medien den Kampf um Platz 2 als bestimmend für diese Wahl beschrieben. Letztlich erreichten die Wiener Grünen bei den Wiener Landtags- und Gemeinderatswahlen mit 14,63 % ihr bestes Ergebnis, das jedoch nur den vierten Platz (noch knapp hinter der FPÖ) bedeutete.
Bei der Nationalratswahl 2006 überholten die Grünen erstmals knapp die FPÖ und erreichten über 11 % der Stimmen. Bei der Nationalratswahl 2008 rutschten sie trotz geringer Verluste auf Platz 5 hinter das BZÖ zurück.

## Unter dem Vorsitz von Eva Glawischnig (2009–2017)
Ab 2009 war Eva Glawischnig Parteivorsitzende der Grünen. Sie musste gleich zu Beginn Wahlniederlagen wie etwa bei der Europawahl hinnehmen. Der bislang größte Erfolg unter ihrer Führung ist die Regierungsbeteiligung nach der Landtags- und Gemeinderatswahl in Wien 2010. Die Grünen stellten seither mit Maria Vassilakou die erste grüne Vizebürgermeisterin in der Landeshauptstadt und die zweite österreichweit nach Lisa Rücker in Graz (2008).
2012 beschäftigte Österreich die Telekom-Affäre, die während der schwarz-blauen Regierungszeit von 2007 bis 2007 geschah. Die Grünen schafften es, sich als Aufklärer- und Sauberpartei zu profilieren. Bei den vorgezogenen Neuwahlen in Kärnten am 3. März 2013, welche aufgrund der Affäre um die Hypo Alpe Adria zustande kamen, in die das BZÖ bzw. die FPK und die ÖVP verwickelt war, erreichten die Grünen ein Plus von 6,95 Prozentpunkten und damit insgesamt 12,1 %. Nach dieser Wahl bildeten erstmals SPÖ, ÖVP und Grüne eine Landesregierung, welche im Landtag über eine Zweidrittelmehrheit verfügte. Bei den Landtagswahlen in Niederösterreich am selben Tag erzielten die Grünen mit 8,06 % ihr bisher bestes Ergebnis im Land. In Tirol feierte man mit 12,59 % auch ein Plus und kam dort in die Landesregierung mit der ÖVP. Nach dem Salzburger Finanzskandal, der im Dezember 2012 bekannt wurde, erreichten die Grünen dort ihr bis dato bestes Ergebnis: 20,18 % und ein Plus von 12,82 %. Hier kam es zu der ersten Koalition Österreichs zwischen ÖVP, Grünen und dem Team Stronach.
Bei der Nationalratswahl in Österreich 2013 steigerten die Grünen ihren Stimmenanteil auf 12,4 % und wurden viertstärkste Kraft. Seit der Landtagswahl in Vorarlberg 2014 regierten die Grünen auch in Vorarlberg mit. 
Bei der Bundespräsidentenwahl in Österreich 2016 unterstützten die Grünen Alexander Van der Bellen, der offiziell als unabhängiger Kandidat antrat. Er konnte sich in der Wiederholungswahl nach dem aufgehobenen zweiten Wahlgang gegen Norbert Hofer durchsetzen.

## Ab 2017
Am 18. Mai 2017 gab Eva Glawischnig ihren Rücktritt von allen Ämtern bekannt. Als Klubobmann folgte ihr Albert Steinhauser nach, ihr Nationalratsmandat übernahm Barbara Neuroth. Am außerordentlichen Bundeskongress in Linz am 25. Juni 2017 wurde Ingrid Felipe zur Bundessprecherin der Grünen und Ulrike Lunacek zur Spitzenkandidatin für die Nationalratswahl 2017 gewählt. Peter Pilz unterlag bei der Listenwahl gegen Julian Schmid und gründete in der Folge im Juli 2017 die Liste Peter Pilz. Am 28. Juli 2017 wurde auch der Wechsel der beiden grünen Abgeordneten Wolfgang Zinggl und Bruno Rossmann zur Liste Peter Pilz bekanntgegeben. Bei der Nationalratswahl 2017 schafften die Grünen den Einzug in den Nationalrat nicht, worauf Bundessprecherin und Spitzenkandidatin Ulrike Lunacek am 17. Oktober 2017 ihren Rücktritt erklärten. Interimistischer Bundessprecher wurde Werner Kogler.
Auf Bundesebene waren die Grünen damit zeitweise nur mehr im Bundesrat – der zweiten Kammer im Parlament – vertreten. Nach dem Ausscheiden der Bundesräte Nicole Schreyer aus Tirol und Heidi Reiter aus Salzburg wurden sie nun lediglich noch von Ewa Dziedzic aus Wien und David Stögmüller aus Oberösterreich vertreten.
Bei der Europawahl am 12. Juni 2019 erhielten Die Grünen – Die Grüne Alternative 14,08 % und damit 2 Mandate. Wobei der Spitzenkandidat Werner Kogler bereits kurz nach der Wahl erklärte, dass er sein Mandat im Europaparlament nicht annehmen und sich um die Spitzenkandidatur für die im Herbst 2019 anstehenden Nationalratswahlen bewerben werde. Die beiden EU-Parlamentsmandate erhielten somit Sarah Wiener und Monika Vana. Nach dem Ausscheiden der EU-Abgeordneten aus Großbritannien erhielten die österreichischen Grünen einen weiteren Sitz, den Thomas Waitz innehat.
Bei der vorgezogenen Nationalratswahl am 29. September 2019 konnten Die Grünen – Die Grüne Alternative mit dem Spitzenkandidaten Werner Kogler wieder in den Nationalrat einziehen. Sie bekamen 13,9 % der Stimmen und somit 26 Mandate. Im Anschluss an diese Wahl wurde von Bundeskanzler Sebastian Kurz, dessen Liste Sebastian Kurz – die neue Volkspartei 71 Mandate erreicht hatte, eine türkis-grüne Koalition gebildet. Seit dem 7. Jänner 2020 sind die Grünen in Österreich somit an der Bundesregierung beteiligt und stellen mit Vizekanzler Werner Kogler (Bundesminister für Kunst, Kultur, öffentlichen Dienst und Sport), Alma Zadic (Bundesministerin für Justiz), Rudi Anschober (Bundesminister für Soziales, Gesundheit, Pflege und Konsumentenschutz), Leonore Gewessler (Bundesministerin für Klimaschutz, Umwelt, Energie, Mobilität, Innovation und Technologie) vier Kabinettsmitglieder. Im Sommer 2020 konnte insbesondere der Gesundheitsminister Rudi Anschober seine Popularität deutlich steigern. In einer Umfrage wurde er als beliebtester Politiker Österreichs bewertet.
Bei den Landtagswahlen in Wien am 11. Oktober 2020 konnten die Grünen mehrere Prozentpunkte und Mandate hinzugewinnen, was vermutlich eine Fortsetzung der dortigen rot-grünen Landesregierung ermöglichen wird.
Im Mai 2023 wurde Olga Voglauer als Generalsekretär der Grünen präsentiert.